# فولتون (إلينوي)
فولتون (بالإنجليزية: Fulton, Illinois)‏ هي مدينة تقع في الولايات المتحدة في إلينوي. يقدر عدد سكانها بـ 3,481 نسمة .

## التركيبة السكانية
حدّد مكتب تعداد الولايات المتحدة بيانات التركيبة السكانية لفولتون في تعداد الولايات المتحدة. في ما يلي، التركيبة السكانية حسب تعدادي 2000 و2010.

### تعداد عام 2000
بلغ عدد سكان فولتون 3,881 نسمة بحسب تعداد عام 2000، وبلغ عدد الأسر 1,582 أسرة وعدد العائلات 1,071 عائلة مقيمة في المدينة. في حين سجلت الكثافة السكانية 535.3 نسمة لكل كيلومتر مربع (1,386.4/ميل2). وبلغ عدد الوحدات السكنية 1,672 وحدة بمتوسط كثافة قدره 230.6 لكل كيلومتر مربع (597.3/ميل2).
وتوزع التركيب العرقي للمدينة بنسبة 97.91% من البيض و0.59% من الأمريكيين الأفارقة و0.18% من الأمريكيين الأصليين و0.52% من الأمريكيين ذوي الأصول الآسيوية و0.33% من الأعراق الأخرى و0.46% من عرقين مختلطين أو أكثر و1.26% من الهسبانيون أو اللاتينيون من أي عرق.
بلغ عدد الأسر 1,582 أسرة كانت نسبة 32.9% منها لديها أطفال تحت سن الثامنة عشر تعيش معهم، وبلغت نسبة الأزواج القاطنين مع بعضهم البعض 56.3% من أصل المجموع الكلي للأسر، ونسبة 8.3% من الأسر كان لديها معيلات من الإناث دون وجود شريك، بينما كانت نسبة 3.2% من الأسر لديها معيلون من الذكور دون وجود شريكة وكانت نسبة 32.3% من غير العائلات. تألفت نسبة 28.8% من أصل جميع الأسر من عدة أفراد يعيشون في نفس المنزل ونسبة 12.6% كانت تتألف من شخص يعيش بمفرده يبلغ من العمر 65 عاماً أو أكثر. وبلغ متوسط حجم الأسرة المعيشية 2.37، أما متوسط حجم العائلات فبلغ 2.89.
بلغ العمر الوسطي للسكان 40.4 عاماً. وكانت نسبة 23.7% من القاطنين تحت سن الثامنة عشر، وكانت نسبة 7% بين الثامنة عشر والرابعة والعشرين عاماً، ونسبة 26.7% كانت واقعةً في الفئة العمرية ما بين الخامسة والعشرين والرابعة والأربعين عاماً، ونسبة 22.5% كانت ما بين الخامسة والأربعين والرابعة والستين، ونسبة 16.8% كانت ضمن فئة الخامسة والستين عاماً فما فوق. يوجد لكل 100 أنثى 100.6 ذكر، ويوجد لكل 100 أنثى في الثامنة عشر من عمرها فما فوق 98.5 ذكر.
بلغ متوسط دخل الأسرة في المدينة 37,068 دولارًا، أما متوسط دخل العائلة فبلغ 45,134 دولارًا. وكان متوسط دخل الذكور 32,359 دولارًا مقابل 20,653 دولارًا للإناث. وسجل دخل الفرد الخاص بالمدينة 19,845 دولارًا. وكانت نسبة 3.5% من العائلات ونسبة 5.8% من السكان تحت خط الفقر، وكان من هؤلاء نسبة 7.8% تحت سن الثامنة عشر ونسبة 3.2% في الخامسة والستين من العمر وما فوق.

### تعداد عام 2010
بلغ عدد سكان فولتون 3,481 نسمة بحسب تعداد عام 2010، وبلغ عدد الأسر 1,553 أسرة وعدد العائلات 991 عائلة مقيمة في المدينة. في حين سجلت الكثافة السكانية 480.1 نسمة لكل كيلومتر مربع (1,243.5/ميل2). وبلغ عدد الوحدات السكنية 1,700 وحدة بمتوسط كثافة قدره 234.5 لكل كيلومتر مربع (607.4/ميل2).
وتوزع التركيب العرقي للمدينة بنسبة 97.33% من البيض و0.37% من الأمريكيين الأفارقة و0.11% من الأمريكيين الأصليين و0.78% من الأمريكيين ذوي الأصول الآسيوية و0.34% من الأعراق الأخرى و1.06% من عرقين مختلطين أو أكثر و1.67% من الهسبانيون أو اللاتينيون من أي عرق.
بلغ عدد الأسر 1,553 أسرة كانت نسبة 26.1% منها لديها أطفال تحت سن الثامنة عشر تعيش معهم، وبلغت نسبة الأزواج القاطنين مع بعضهم البعض 49.2% من أصل المجموع الكلي للأسر، ونسبة 10.6% من الأسر كان لديها معيلات من الإناث دون وجود شريك، بينما كانت نسبة 4.1% من الأسر لديها معيلون من الذكور دون وجود شريكة وكانت نسبة 36.2% من غير العائلات. تألفت نسبة 32.1% من أصل جميع الأسر من عدة أفراد يعيشون في نفس المنزل ونسبة 14.1% كانت تتألف من شخص يعيش بمفرده يبلغ من العمر 65 عاماً أو أكثر. وبلغ متوسط حجم الأسرة المعيشية 2.21، أما متوسط حجم العائلات فبلغ 2.74.
بلغ العمر الوسطي للسكان 46.1 عاماً. وكانت نسبة 21.3% من القاطنين تحت سن الثامنة عشر، وكانت نسبة 6.3% بين الثامنة عشر والرابعة والعشرين عاماً، ونسبة 21.3% كانت واقعةً في الفئة العمرية ما بين الخامسة والعشرين والرابعة والأربعين عاماً، ونسبة 28.5% كانت ما بين الخامسة والأربعين والرابعة والستين، ونسبة 22.7% كانت ضمن فئة الخامسة والستين عاماً فما فوق. وتوزع التركيب الجنسي للسكان بنسبة 48.1% ذكور و51.9% إناث.

## أعلام
- جاك ريغان